# Roger Kolo
Christopher Laurent Roger Kolo (ur. 3 września 1943 w Belon’i Tsiribihina) – madagaskarski polityk i lekarz, od 16 kwietnia 2014 do 17 stycznia 2015 sprawował urząd premiera Madagaskaru.
Roger Kolo urodził się  Belon'i Tsiribihina na południowo-zachodnim wybrzeżu Madagaskaru. Jego ojciec pracował w urzędzie pocztowym i sprawował urząd wiceburmistrza. Jego młodszy brat – Roland – był posłem do Parlamentu Madagaskaru.
Studiował na Uniwersytecie w Antananarywie w latach 1970–1977, gdzie uzyskał dyplom z medycyny. Po studiach wyjechał do Francji, gdzie zdobył specjalizację w zakresie chirurgii. Następnie rozpoczął naukę w zakresie radiologii w Genewie. W Szwajcarii – już jako radiolog – w latach 1997–2003 otworzył trzy prywatne ośrodki, specjalizujące się w radiologii.
Kolo wrócił do kraju na czas wyborów prezydenckich w 2010 roku, w których miał zamiar kandydować. Nie spełnił jednak kryterium stałego pobytu w kraju, co uniemożliwiło mu zarejestrowanie swojej kandydatury. W czasie kampanii popierał i współpracował z późniejszym zwycięzcą wyborów – Herym Rajaonarimampianiną. 16 kwietnia nowo wybrany prezydent powierzył mu sprawowanie funkcji premiera. Członków nowego rządu Kolo zaprezentował dwa dni po wybraniu go na to stanowisko. W skład gabinetu wchodzi 31 polityków z różnych opcji politycznych.
Kolo jest żonaty, ma troje dzieci.